# Табарка (приток Миасса)
Табарка — река в России, протекает по Каргапольскому району Курганской области. Устье реки находится в 12 км по правому берегу реки Миасс. Длина реки составляет 16 км. Притоки — Солодянка и Калиновка.

## Данные водного реестра
По данным государственного водного реестра России относится к Иртышскому бассейновому округу, водохозяйственный участок реки — Миасс от города Челябинск и до устья, речной подбассейн реки — Тобол. Речной бассейн реки — Иртыш.
Код объекта в государственном водном реестре — 14010501012111200003850.